# Roger Kindt
Roger Kindt (Etterbeek, 18 settembre 1945 – Bruxelles, 3 aprile 1992) è stato un ciclista su strada belga professionista tra il 1966 e il 1976, vincitore di una tappa alla Vuelta a Espana.

## Carriera
Dopo aver ottenuto importanti risultati tra i dilettanti, passò professionista nel 1966, ma il primo anno ebbe due infortuni, per cui prese parte a pochissime competizioni.
Nel 1967 prese parte al Giro d'Italia, dal quale poi si ritirò in seguito ad una caduta, dopo appena 3 km di corsa; lo stesso anno ottenne il terzo posto alla Gullegem Koerse. Nel 1970 passò alla Faemino-Faema, dove fu gregario di Eddy Merckx.
Nel 1972, al servizio del team Van Cauter-Magniflex-de Gribaldy, ottenne la sua più grande vittoria, la sesta tappa della Vuelta a Espana. Andò in fuga con Claudio Michelotto, Jos van der Vleuten, Emile Cambré e José Grande, ma ormai il gruppo stava per ricucire. Tuttavia gli inseguitori vennero bloccati da un passaggio a livello; Kindt ha battuto i suoi compagni di fuga nello sprint. Più tardi quell'anno, corse il Tour de France, ma non riuscì ad arrivare a Parigi.
Dopo una lunga malattia, morì all'età di quarantasei anni.

## Palmarès
- 1968

Grand Prix de Péruwelz
- 1969

6ª tappa della Vuelta a Espana

## Piazzamenti

### Grandi Giri
- Giro d'Italia

1967: ritirato
1968: ritirato
- Tour de France

1972: ritirato (7ª tappa)
- Vuelta a España

1972: 54º

### Classiche monumento
- Milano-Sanremo

1969: 69º
1970: ritirato
- Giro delle Fiandre

1968: 74º
1972: 61º